# Língua dinamarquesa
O dinamarquês (dansk) é uma língua germânica do norte falada por cerca de seis milhões de pessoas, principalmente na Dinamarca e na região de Schleswig-Holstein, no norte da Alemanha, onde tem status de língua minoritária. Além disso, pequenas comunidades de língua dinamarquesa são encontradas na Noruega, Suécia, Espanha, Estados Unidos, Canadá, Brasil e Argentina. Devido à migração e mudança de idioma em áreas urbanas, cerca de 15 a 20% da população da Gronelândia fala o dinamarquês como sua primeira língua.
Juntamente com as outras línguas germânicas setentrionais, o dinamarquês é um descendente do nórdico antigo, a língua comum dos povos germânicos que viviam na Escandinávia durante a Era Viking. O dinamarquês, juntamente com o sueco, deriva do grupo de dialetos nórdicos orientais, enquanto o idioma norueguês médio, antes da influência do dinamarquês e do norueguês Bokmål, é classificados como nórdico ocidental, juntamente com o feroês e o islandês. Uma classificação mais recente baseada na inteligibilidade mútua separa os dinamarqueses, noruegueses e suecos modernos como "escandinavos do continente", enquanto os islandeses e faroenses são classificados como "escandinavos insulares".
Até o século XVI, o dinamarquês era um continuum de dialetos falados de Schlesvig, na Alemanha, até à Escânia, na Suécia, sem variedade padrão ou convenções de ortografia. Com a Reforma Protestante e a introdução da impressão, foi desenvolvida uma linguagem padrão baseada no dialeto educado de Copenhague, que se espalhou através do uso no sistema de ensino e administração, embora o alemão e o latim continuassem a ser as línguas escritas mais importantes até o século XVII. Após a perda de território para a Alemanha e a Suécia, um movimento nacionalista adotou a linguagem como um símbolo da identidade dinamarquesa, e a língua experimentou um forte aumento no uso e popularidade, com grandes obras da literatura produzidas nos séculos XVIII e XIX. Hoje, os dialetos dinamarqueses tradicionais praticamente desapareceram, embora existam variantes regionais da linguagem padrão. As principais diferenças na linguagem são entre gerações, sendo a linguagem dos jovens particularmente inovadora.
O dinamarquês possui um inventário vocálico muito grande, compreendendo 27 vogais fonemicamente distintas, e sua prosódia é caracterizada pelo fenômeno distintivo stød, uma espécie de tipo de fonação laríngea. Devido às muitas diferenças de pronúncia que separam o dinamarquês de seus idiomas vizinhos, particularmente as vogais, prosódia difícil e consoantes "fracamente" pronunciadas, às vezes é considerada uma linguagem difícil de aprender e entender, e algumas evidências mostram que crianças pequenas são mais lentas para adquirir as distinções fonológicas do dinamarquês. A gramática é moderadamente inflectida com conjugações fortes (irregulares) e fracas (regulares) e inflexões. Substantivos e pronomes demonstrativos distinguem gênero comum e neutro. Como o inglês, o dinamarquês só tem remanescentes de um antigo sistema de casos, particularmente nos pronomes. Ao contrário do inglês, o dinamarquês perdeu toda a marcação de pessoa nos verbos. Sua sintaxe é a ordem das palavras V2, com o verbo finito sempre ocupando o segundo espaço na frase.

## História
Os primeiros textos em dinamarquês datam de cerca de 1200. No final do século XIV a rainha Margareth I decidiu trocar o latim, que era a língua administrativa, pelo dinamarquês.
O dinamarquês moderno se desenvolveu a partir da língua escrita durante o período da Reforma Protestante, fortemente influenciado nos séculos XVII e XVIII pelo dialeto falado pelos habitantes de Copenhague, centro cultural, econômico e político da nação.
A história da língua dinamarquesa se divide em três períodos:
- Dinamarquês antigo - Olddansk (cerca de 800-1100) - correspondendo em grande parte à Era Viquingue, era a variante dinamarquesa do Nórdico Antigo, partilhada entre a Dinamarca, a Noruega e a Suécia;
- Dinamarquês medieval - Gammeldansk (cerca de 1100-1525) - correspondendo à Idade Média;
- Dinamarquês moderno - Nydansk (a partir de 1525) - após a Reforma Protestante até os dias atuais.

De todas as línguas escandinavas a dinamarquesa é a que se distanciou mais remotamente das suas raízes nórdicas comuns, sobretudo pela localização geográfica da Dinamarca que forma uma ponte entre os países nórdicos e a Europa continental, abrindo assim a porta a uma influência considerável do baixo-alemão.

## Dialetos
Os dialetos dinamarqueses se dividem tradicionalmente em três amplos grupos:
- Jysk (Jutlândia)
- Ømål (dinamarquês insular, falados nas ilhas Fiónia, Zelândia, e nas ilhas menores ao sul)
- Bornholmsk (na ilha de Bornholm, ao sul da Suécia).

Os lugares onde os dialetos se empregam mais corretamente são Jutlândia norte, Jutlândia sul, Jutlândia oeste e Bornholm, sobretudo nas cidades menores e nos povoados. Cerca de 3 milhões de dinamarqueses falam o que na atualidade se conhece pelo termo regionalsprog (“línguas regionais”), um tipo de uso dialetal “suave” da língua. A razão de seu auge reside na cada vez maior interação social e mobilidade da população, sobretudo no século XX.
Estas “línguas regionais” conservaram algumas características dos dialetos locais dos quais derivam, ainda que também possam se considerar sensivelmente como variantes regionais da língua dinamarquesa normativa. A presença ou ausência de uma das partes mais características da pronúncia dinamarquesa, o stod ou oclusão glótica, cujo uso varia dependendo da região, tem sido utilizada pelos linguistas para diferenciar as variantes dialetais.

## Gramática

### Vogais

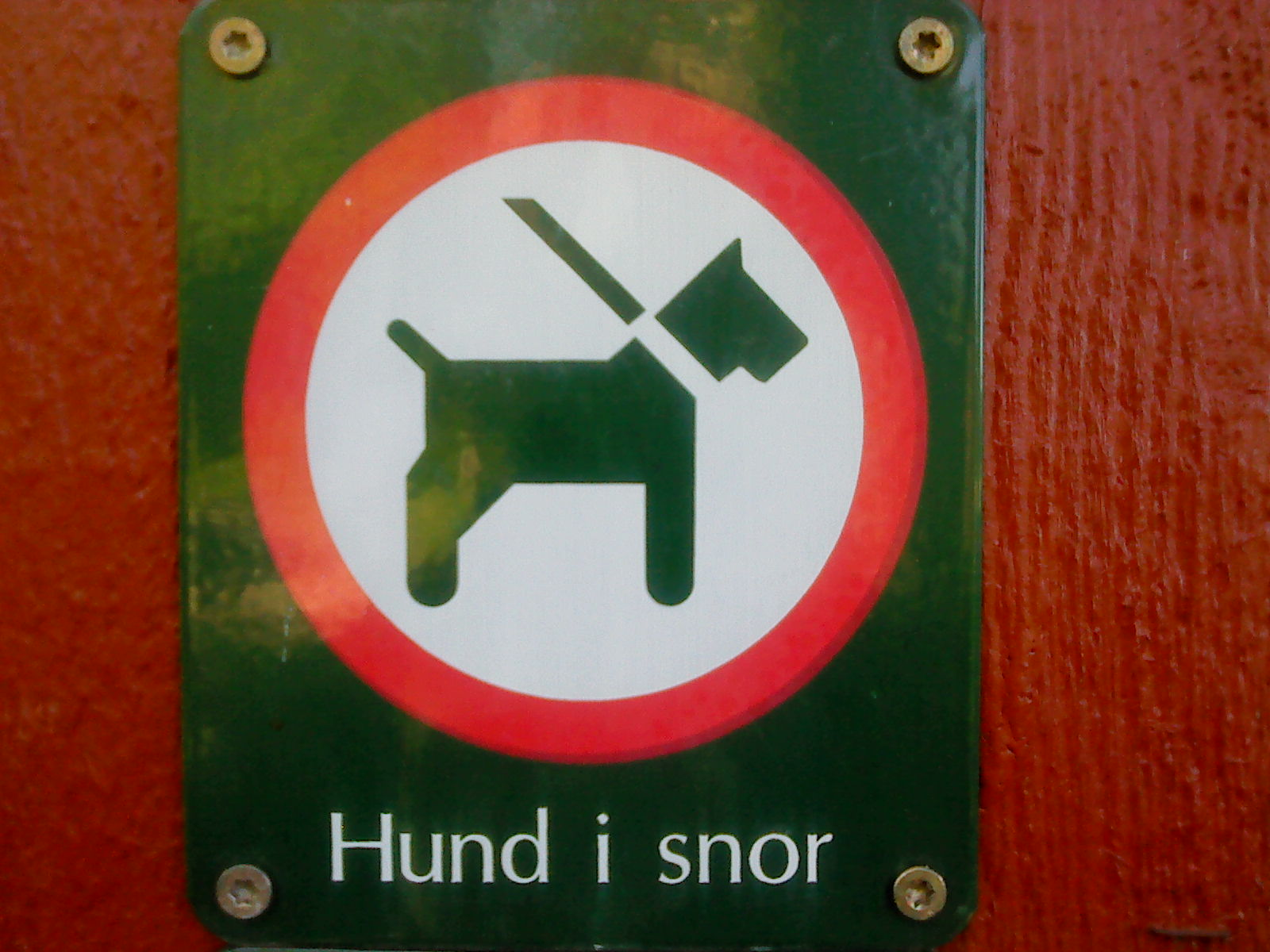
"Mantenha o cachorro na coleira" diz a placa em dinamarquês

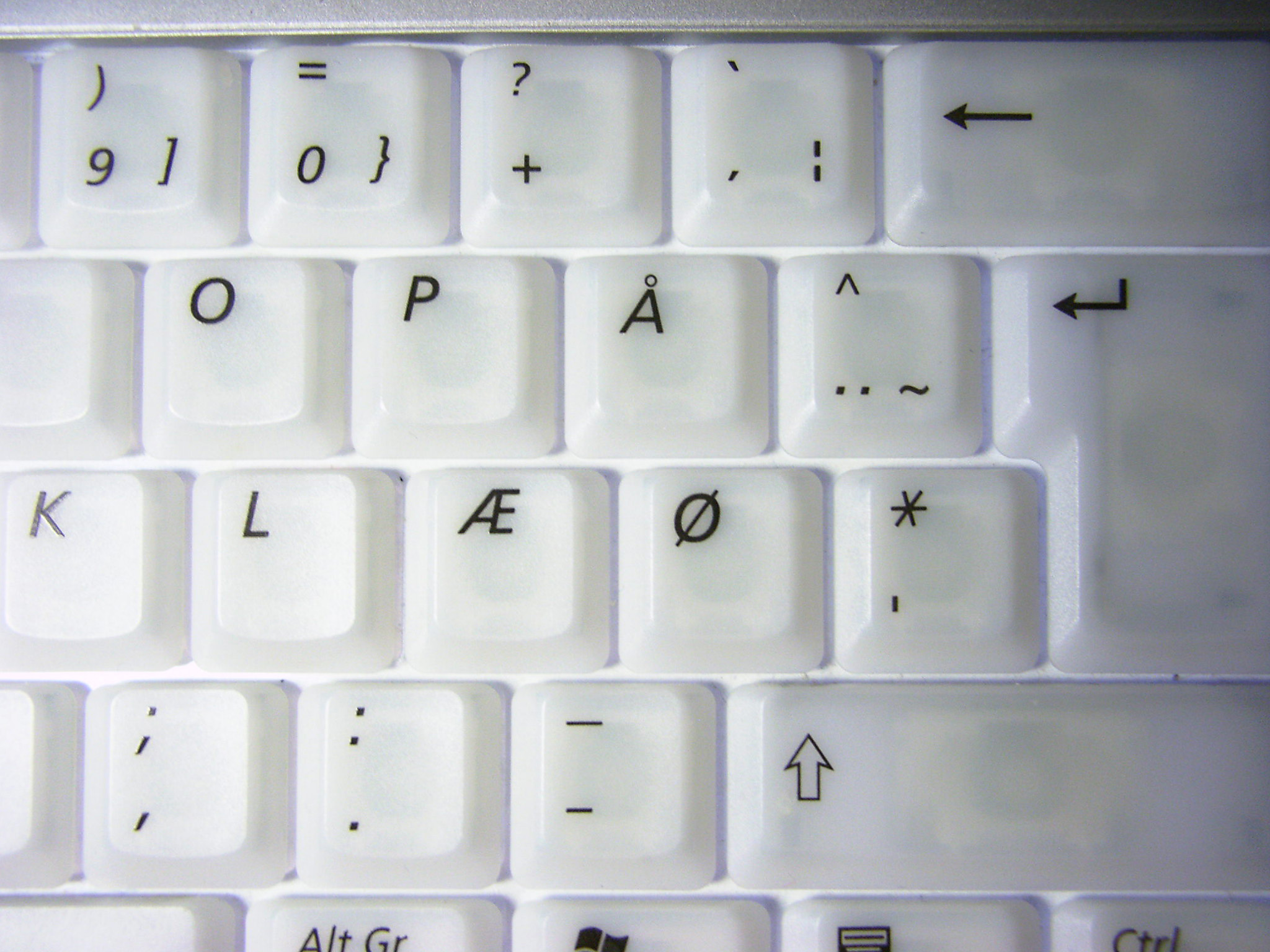
Teclado dinamarquês com as teclas para Æ, Ø, e Å. No teclado norueguês as teclas Æ e Ø trocam de lugar

O dinamarquês tem 9 vogais, (a, e, i, o, u, y, æ, ø, å), oferecendo algumas delas certa dificuldade para os lusófonos.
- Æ,æ: Funciona como o É do português, ou como o Ä do alemão.
- Ø,ø: Não tem equivalente no português, é intermédia entre OU e Ê do português, como Ö no alemão ou Œ no francês.
- Å,å: É equivalente ao fonema Ô do português, e foi introduzido pela reforma ortográfica de 1948 para substituir "aa". A forma antiga "aa" ainda persiste em alguns nomes tradicionais ou topônimos, como em Aalborg.

### Consoantes
O dinamarquês utiliza as mesmas consoantes do português, exceto o X e o W, que só são usados para estrangeirismos.

### Ordem das palavras
A ordem da oração é sujeito, verbo e objeto, ainda que, como complemento, verbo e sujeito sejam utilizados para dar ênfase.

### Formação das palavras
As palavras se formam como no alemão, por prefixação, sufixação e composição.

### Substantivos
- O dinamarquês moderno possui dois casos (nominativo e genitivo) e dois gêneros (Comum e neutro). Uma de suas características peculiares é o seu modo de articulação sonora, que teve origem no acento tônico. O acento tônico está sempre na primeira sílaba da raiz da palavra.
- O dinamarquês possui dois gêneros: comum e neutro. O artigo determinado é -en para substantivos comuns e -et para os neutros, sendo -ene a forma de plural para ambos os gêneros.

### Números
A numeração de 1 a 10 é: en, to, tre, fire, fem, seks, syv, otte, ni, ti; 11 elleve, 12 tolv, 13 tretten, 20 tyve, 30 tredive, 40 fyrre, 50 halvtreds, 60 tres, 70 halvfjerds, 80 firs, 90 halvfems, 100 hundrede.

### Verbos
Os verbos são transitivos ou intransitivos, havendo vozes ativa e passiva e modos indicativo e imperativo com vestígios do subjuntivo.

### Advérbios
A partícula negativa é o advérbio ikke.

## Escrita
O idioma utiliza o alfabeto latino.
A ortografia atual foi fixada através da Reforma Ortográfica de 1948.

## Vocabulário
Algumas palavras e frases comuns em dinamarquês:
| Português            | Dinamarquês [AFI                             |
| -------------------- | -------------------------------------------- |
| Olá                  | Hej [hɑɪ̯]                                    |
| Adeus                | Farvel [fɑ:vɛl]                              |
| Obrigado             | Tak [tɑg]                                    |
| Eu                   | Jeg [jɑɪ̯]                                    |
| Sim                  | Ja [ja]                                      |
| Não                  | Nej [nɑɪ̯]                                    |
| Bem-vindo            | Velkommen [vɛlkɒmən]                         |
| Português            | Portugisisk [pɒtugi:sisg]                    |
| Você fala português? | Taler du portugisisk? [tæ:lɐ du pɒtugi:sisg] |
| Onde fica…?          | Hvor ligger…? [vɒ: legɐ]                     |
| Quanto custa?        | Hvor meget koster det? [vɒ: mɑɪ̯əð kɒsdɐ de]  |

### Números cardinais em dinamarquês
| Numeral | Dinamarquês                    |
| ------- | ------------------------------ |
| 1       | en [en], [ˈeːˀn](tônico)       |
| 2       | to [ˈtˢoˀ]                     |
| 3       | tre [ˈtˢʁ̥ɛˀ]                   |
| 4       | fire [ˈfiːɐ]                   |
| 5       | fem [ˈfɛmˀ]                    |
| 6       | seks [sɛɡ̊s]                    |
| 7       | syv [ˈsywˀ]                    |
| 8       | otte [ˈɔːd̥ə]                   |
| 9       | ni [niːˀ]                      |
| 10      | ti [ˈtˢiˀ]                     |
| 11      | elleve [ˈɛlvə]                 |
| 12      | tolv [ˈtˢʌlˀ]                  |
| 13      | tretten [ˈtˢʁ̥ad̥n̩], [ˈtˢʁ̥ɑd̥n̩]   |
| 14      | fjorten [ˈfjoɐ̯d̥n̩]              |
| 15      | femten [ˈfɛmd̥n̩]                |
| 16      | seksten [ˈsɑjsd̥n̩]              |
| 17      | sytten [ˈsød̥n̩]                 |
| 18      | atten [ˈad̥n̩]                   |
| 19      | nitten [ˈned̥n̩]                 |
| 20      | tyve [ˈtˢyːʋə], [ˈtˢyːʊ]       |
| 21      | enogtyve [e:nɒty:ʊ̯ə]           |
| 22      | toogtyve [to:ɒty:ʊ̯ə]           |
| 30      | tredive [ˈtˢʁ̥aðʋə], [ˈtˢʁ̥ɑðʋə] |
| 40      | fyrre [fœɐ]                    |
| 50      | halvtreds [haltʁɛs]            |
| 60      | tres [tʁɛs]                    |
| 70      | halvfjerds [halfjaɐ̯s]          |
| 80      | firs [fiɐ̯s]                    |
| 90      | halvfems [halfɛms]             |
| 100     | enhundrede [e:nhunʁɐðə]        |